# Aulacophora baliensis
Aulacophora baliensis là một loài bọ cánh cứng trong họ Chrysomelidae. Loài này được Barroga miêu tả khoa học năm 2001.